# 1952年香港市政局選舉
1952年香港市政局選舉是第二次世界大戰後首次復辦的市政局選舉，於1952年5月30日舉行，由合資格選民投票選出2位民選議員，任期一年。本屆選舉一共有9人參選，監選官由尚思保擔任。
香港市政局在二戰前一直設民選議席，惟因太平洋戰爭而中斷，但自香港重光後，鑒於政局動盪等因素，一直未有辦理選舉，1952年才恢復選舉制度，本次選舉僅設一個票站在香港金鐘美利兵房，九龍區不設票站。此次選舉由英裔律師貝納祺及九龍巴士公司董事總司理雷瑞德當選。其餘參選知名人士如知名律師、九龍巴士公司主席胡百全（著名藝人黃夏蕙為其妾），前國民政府外長陳友仁之長子陳丕士等。

## 選舉結果
是次選舉有9,074名登記選民，其中有3,368人投票，投票率為35%。
| 候選人 | 所得票數 |
| ------ | -------- |
| 貝納祺 | 1,168    |
| 雷瑞德 | 1,068    |
| 胡百全 | 1.031    |
| 曹峻安 | 1.017    |
| 冼秉熹 | 866      |
| 陳丕士 | 461      |
| 史杰頓 | 386      |
| 江之鼐 | 307      |
| 陳能方 | 244      |